# ABCami
ABCami war ein von 2012 bis 31. August 2018 vom Bundesministerium für Bildung und Forschung gefördertes Projekt, welches Alphabetisierungskurse für türkische und arabische Migranten zur Alphabetisierung und Grundbildung in Moscheen sowie in Vereinen und Kirchen anbot.

## Pilotprojekt
Im ABCami Pilotprojekt (2012–2015) wurde das Konzept an drei Berliner Moscheegemeinden erfolgreich umgesetzt. In der zweiten Projektphase (2015–2018) wurde ABCami an 25 Standorten im gesamten Bundesgebiet eingeführt. Überdies wurde das Projekt im Januar 2016 auf arabischsprachige geflüchtete Menschen und im Juli 2016 auf Lernende, die der syrisch-orthodoxen sowie der assyrischen Kirche des Ostens angehören, erweitert.

## Konzept
Die Konzeption der Alphabetisierungskurse bei ABCami speist sich aus den folgenden drei Ansätzen:

### Geschützte Lernorte
Die Alphabetisierungskurse finden in Moscheen, Vereinen oder in Kirchen statt, d. h. an Orten, die den Lernenden vertraut sind und ihnen einen geschützten Lernort bieten. Menschen jedweden Alters treffen sich regelmäßig in diesen Orten, um gemeinsam mit anderen Menschen sozial aktiv zu werden. Sie kochen gemeinsam für einen guten Zweck oder nehmen an Nähkursen teil, um nur zwei von vielen Beispielen zu nennen. Die Kursleiter entstammen dem unmittelbaren Umfeld der Lernorte, oftmals kennen sich Kursleitende und Kursteilnehmer, was zusätzliches Vertrauen schafft.

### Situationsansatz
Die Alphabetisierungskurse im Rahmen des ABCami-Projekts basieren auf dem Situationsansatz. Vor 40 Jahren maßgeblich von Jürgen Zimmer geprägt, wurde er stetig weiterentwickelt und kann als Grundlage für das Lernen in jedwedem Alter und jedweder Einrichtung eingesetzt werden. Jürgen Zimmer definiert ihn als „eine Einladung, sich auf das Leben einzulassen“. 16 Leitsätze in den Bereichen Bildung, Partizipation, Gleichheit und Differenz, Lebensweltorientierung und Einheit von Inhalt und Form bilden den sog. Situationsansatz. Dabei geht Jürgen Zimmer von den realen Lebenssituationen der Menschen aus und erschließt diese als Lernsituationen.
Reale Lebenssituationen, bzw. Alltagsrealitäten der Lernenden sind es auch, die maßgeblich das Curriculum von ABCami prägen. Nicht nur lernen Kursteilnehmer das Lesen, Schreiben und das Rechnen in den Alphabetisierungskursen von ABCami, sondern auch den praktischen Einsatz dieser Fertigkeiten in ihrer alltäglichen Lebenswirklichkeit. Hierzu zählen u. a. das Schreiben von Einkaufszetteln, das Ausfüllen von Überweisungsformularen sowie die Orientierung in der Stadt qua öffentlicher Verkehrsmittel und dergleichen.
Für die Arbeit in den Moscheen ist allen voran ein Leitsatz von besonderer Relevanz: Pädagogen sind Lehrende und Lernende zugleich. Lernen ist ein immerwährender, lebenslanger und insbesondere reziproker Prozess. In den Unterrichtseinheiten wird nicht nur das Lesen und Schreiben gelehrt, vielmehr lernen Kursleitende viel über die Kultur, die Lebensweisen sowie die Herkunftssprache der Lernenden.
Die Berücksichtigung der Herkunftssprache spiegelt sich im kontrastiven Ansatz von ABCami wider.

### Kontrastiver Ansatz
Der kontrastive Ansatz geht zurück auf Erkenntnisse aus der kontrastiven Linguistik, wonach Lernende einer Zweitsprache (L2) selbige besser lernen, wenn auf bereits vorhandenes Wissen in der Erstsprache (L1) rekurriert wird, Stichwort: positiver Transfer. Hierbei werden verschiedene, sprachwissenschaftliche Aspekte zweier Sprachen miteinander verglichen, um Unterschiede und Gemeinsamkeiten beider Sprachen zu entdecken. Dies können phonetische, phonologische aber auch etymologische Aspekte zweier Sprachen sein. Exemplarisch seien an dieser Stelle einige Beispiele angeführt:
Die gleiche Aussprache der deutschen Buchstabenfolge „sch“ und dem türkischen „ş“ die diametrale Artikulation des stimmlosen und stimmhaften s-Lautes im Türkischen und Deutschen, das deutsche Wort Joghurt ist dem türkischen yoğurt entlehnt, was gegorene Milch bedeutet.

## Zugang zur Zielsprache durch Wertschätzung der Herkunftssprache
Das Thematisieren dieser Unterschiede und Gemeinsamkeiten im Unterricht führt zu einem besseren Zugang zur Zielsprache. Zudem wird der Herkunftssprache der Teilnehmenden eine große Wertschätzung zuteil. Sie wird nicht als defizitäres Mitbringsel der Lernenden betrachtet, vielmehr als bedeutsamer Erfahrungsschatz.
Überhaupt beginnt der kontrastive Ansatz nicht erst beim Sprachenvergleich, sondern setzt viel früher an. Eine Unterrichtseinheit mit einem „Guten Morgen“ in der Herkunftssprache zu beginnen oder in selbiger zu loben, setzt nicht viel Wissen über die Sprache(n) der Lernenden voraus, kann jedoch viele Brücken bauen.
Alexis Feldmeier hat 2005 Vorteile, Möglichkeiten und Grenzen des kontrastiven Ansatzes in der Alphabetisierungsarbeit in einem Aufsatz skizziert. Dabei unterstreicht er neben lernpädagogischen Aspekten beim kontrastiven Ansatz insbesondere die Wertschätzung der Herkunftssprache der Lernenden als einen der größten Motivationsfaktoren.